# Țînțăreni (Telenești)
Țînțăreni è un comune della Moldavia situato nel distretto di Telenești di 1.890 abitanti al censimento del 2004, di cui 921 uomini e 969 donne.

## Geografia
Il villaggio, situato lungo la strada M2 Drochia Junction - Soroca, si trova ad un'altitudine di 55 metri sul livello del mare.

## Popolazione
La popolazione di Țînțăreni è così suddivisa:
| Etnia   | Numero abitanti | %     |
| ------- | --------------- | ----- |
| Moldavi | 1866            | 98,73 |
| Ucraini | 6               | 0,32  |
| Zingari | 5               | 0,26  |
| Russi   | 5               | 0,26  |
| Rumeni  | 5               | 0,26  |
| Altro   | 3               | 0,16  |
| Totale  | 1890            | 100   |